# 輝月ゆうま
輝月 ゆうま（きづき ゆうま、9月6日 - ）は、宝塚歌劇団専科に所属する男役。
兵庫県神戸市、甲南女子高等学校出身。身長177cm。愛称は「ゆうま」、「ぽん」。

## 来歴
2007年、宝塚音楽学校入学。
2009年、音楽学校卒業後、宝塚歌劇団に95期生として入団。入団時の成績は21番。宙組公演「薔薇に降る雨／Amour それは…」で初舞台。その後、月組に配属。
下級生時代から渋い役柄を多く演じ、硬軟自在な演技と歌声で活躍。
2021年8月16日付で専科へと異動。
専科異動後は各組に特別出演を続け、ミュージカル作品に多く出演している。

## 主な舞台

### 初舞台
- 2009年4 - 5月、宙組『薔薇に降る雨』『Amour それは…』（宝塚大劇場のみ）

### 月組時代
- 2009年10 - 12月、『ラスト プレイ』『Heat on Beat!（ヒート オン ビート）』
- 2010年4 - 7月、『THE SCARLET PIMPERNEL（スカーレット ピンパーネル）』 - 新人公演：サン・シール侯爵（本役：研ルイス）
- 2010年9 - 11月、『ジプシー男爵-Der Zigeuner Baron-』 - 新人公演：イシュトバン（本役：星条海斗）『Rhapsodic Moon（ラプソディック・ムーン）』
- 2010年12 - 2011年1月、『STUDIO 54（スタジオ フィフティフォー）』（ドラマシティ・日本青年館） - レイズ･シャイニー
- 2011年3 - 5月、『バラの国の王子』 - 新人公演：商人（本役：越乃リュウ）『ONE』
- 2011年7 - 10月、『アルジェの男』 - 新人公演：ルイ（本役：紫門ゆりや）『Dance Romanesque（ダンス ロマネスク）』
- 2011年11 - 12月、『アリスの恋人』（バウホール・日本青年館）
- 2012年2 - 4月、『エドワード8世』 - アレグサンダー・ハーディング、新人公演：ブルース・ロッカート（本役：青樹泉)『Misty Station』
- 2012年6 - 9月、『ロミオとジュリエット』 - ヴェローナ大公、新人公演：ベンヴォーリオ（本役：星条海斗）
- 2012年10 - 11月、『春の雪』（バウホール・日本青年館） - 松枝侯爵
- 2013年1 - 3月、『ベルサイユのばら-オスカルとアンドレ編-』 - 衛兵隊士、新人公演：ベルナール・シャトレ（本役：美弥るりか／明日海りお）
- 2013年5月、『月雲（つきぐも）の皇子（みこ）』（バウホール） - 博徳
- 2013年7 - 10月、『ルパン-ARSÈNE LUPIN-』 - 新人公演：モーリス・ルブラン（本役：北翔海莉）『Fantastic Energy!』
- 2013年11 - 12月、『THE MERRY WIDOW』（ドラマシティ・日本青年館） - クロモウ
- 2013年12月、『月雲（つきぐも）の皇子（みこ）』（天王洲 銀河劇場） - 博徳
- 2014年1月、『New Wave!-月-』（バウホール）
- 2014年3 - 6月、『宝塚をどり』『明日への指針 -センチュリー号の航海日誌-』 - ロストロン船長／ドナルド、新人公演：セルゲイ監督（本役：星条海斗）『TAKARAZUKA 花詩集100!!』 - 赤いケシ、新人公演：花の紳士A（本役：沙央くらま）／赤いケシS（本役：星条海斗）／蘭の男A（本役：美弥るりか・宇月颯）／愛の花の男S
- 2014年7 - 8月、『宝塚をどり』『明日への指針-センチュリー号の航海日誌-』 - ロストロン船長／ドナルド『TAKARAZUKA 花詩集100!!』（博多座）
- 2014年9 - 12月、『PUCK（パック）』 - ベンジャミン、新人公演：ダニエル・レノックス（本役：美弥るりか）『CRYSTAL TAKARAZUKA-イメージの結晶-』
- 2015年1 - 2月、『Bandito（バンディート）-義賊 サルヴァトーレ・ジュリアーノ-』（バウホール・日本青年館） - サルヴァトーレ・ロンバルド
- 2015年4 - 7月、『1789-バスティーユの恋人たち-』 - トゥルヌマン、新人公演：ラザール・ド・ペイロール伯爵（本役：星条海斗）／僧侶（本役：美泉儷）
- 2015年8 - 9月、『A-EN（エイエン） ARTHUR VERSION』（バウホール） - マイルズ・オコナー
- 2015年11 - 2016年2月、『舞音-MANON-』 - マルセル・フェリ、新人公演：ディン・タイ・ソン（本役：宇月颯）『GOLDEN JAZZ』
- 2016年3 - 4月、『激情』 - ダンカイレ『Apasionado（アパショナード）!!III』（全国ツアー）
- 2016年6 - 9月、『NOBUNAGA〈信長〉-下天の夢-』 - 前田利家『Forever LOVE!!』
- 2016年10 - 11月、『アーサー王伝説』（文京シビックホール・ドラマシティ） - メリアグランス
- 2017年1 - 3月、『グランドホテル』 - ローナ（支配人）『カルーセル輪舞曲（ロンド）』
- 2017年4 - 5月、『瑠璃色の刻（とき）』（ドラマシティ・TBS赤坂ACTシアター） - ジャック・ネッケル
- 2017年7 - 10月、『All for One』 - ルイ13世／クロード
- 2017年11 - 12月、『鳳凰伝』 - 中国皇帝『CRYSTAL TAKARAZUKA-イメージの結晶-』（全国ツアー）
- 2018年2 - 5月、『カンパニー-努力（レッスン）、情熱（パッション）、そして仲間たち（カンパニー）-』 - 山田正芳『BADDY（バッディ）-悪党（ヤツ）は月からやって来る-』 - 出向銀行員（宇宙人）
- 2018年6 - 7月、『雨に唄えば』（TBS赤坂ACTシアター） - リナ・ラモント
- 2018年8 - 11月、『エリザベート-愛と死の輪舞（ロンド）-』 - マックス公爵
- 2019年1月、『ON THE TOWN（オン・ザ・タウン）』（東京国際フォーラム） - ピットキン・ブリッジワーク
- 2019年3 - 6月、『夢現無双』 - 祇園藤次『クルンテープ 天使の都』
- 2019年7 - 8月、『チェ・ゲバラ』（日本青年館・ドラマシティ） - ギレルモ・ガルシア
- 2019年10 - 12月、『I AM FROM AUSTRIA-故郷（ふるさと）は甘き調（しら）べ-』 - ライナー・ベルガー
- 2020年2月、『赤と黒』（御園座） - レナール
- 2020年9 - 2021年1月、『WELCOME TO TAKARAZUKA-雪と月と花と-』『ピガール狂騒曲』 - マルセル
- 2021年1月、『Eternità』（バウホール）[5]
- 2021年3月、『幽霊刑事（デカ）〜サヨナラする、その前に〜』（バウホール） - 毬村正人
- 2021年5 - 8月、『桜嵐記（おうらんき）』 - 楠木正成『Dream Chaser』[2]

### 専科時代
- 2021年11 - 12月、宙組『プロミセス、プロミセス』（ドラマシティ・東京建物 Brillia HALL） - ドクター・ドレファス
- 2022年3 - 4月、花組『TOP HAT』（梅田芸術劇場） - ベイツ[4]
- 2022年7 - 10月、月組『グレート・ギャツビー』 - マイヤー・ウルフシェイム
- 2022年11 - 12月、月組『ELPIDIO（エルピディイオ）』（KAAT神奈川芸術劇場・ドラマシティ） - ゴメス
- 2023年6 - 8月、星組『1789-バスティーユの恋人たち-』 - ラザール・ド・ペイロール伯爵
- 2024年2 - 5月、花組『アルカンシェル』 - コンラート・バルツァー
- 2024年8 - 12月、星組『記憶にございません!』 - 鶴丸大悟
- 2025年6 - 9月、花組『悪魔城ドラキュラ／愛, Love Revue!』 - ドラキュラ・ヴラド・ツェペシュ

### 出演イベント
- 2025年2月、芹香斗亜ディナーショー『The Royal Banquet』（ホテル阪急インターナショナル・パレスホテル東京）[6]

## TV出演
- 2017年3月、フジテレビ『2017 FNSうたの春まつり』

## 受賞歴
- 2024年、『宝塚歌劇団年度賞』 - 2023年度努力賞[7]